# Especies pelágicas
Se denominan especies pelágicas a las especies que viven en aguas medias o cerca de la superficie. Estos limitan al máximo su contacto con el fondo marino o la costa.
Se agrupan en dos categorías:
- Necton: formado por peces, tortugas, cetáceos, cefalópodos. Organismos capaces de  contrarrestar con sus movimientos las corrientes marinas.
- Plancton: usualmente son organismos de pequeño tamaño o microscópicos. Pueden ser vegetales fitoplancton o animales zooplancton. Estos organismos no pueden vencer a las corrientes marinas y usualmente son arrastrados por ellas.

Su distribución suele estar limitada a una zona bien iluminada, desde la superficie hasta unos doscientos metros de profundidad. La capa en la que estos seres viven se conoce como zona fótica. Estas especies están siendo gravemente afectadas por la sobrepesca.

## Tipos de especies pelágicas
Como tipos de especies pelágicas destacan la anchoa, la sardina o el cachalote.
- Datos: Q20014904